# 栄住産業
株式会社栄住産業（英: Eijyu Sangyo.Co.Ltd.）は、日本の金属防水会社。1976年2月設立。
本社は福岡市にあり、福岡県を中心に九州地方を基盤としていたが、2005年に関西支店、2007年に関東支店をそれぞれ開設した。
木造住宅市場において屋上緑化を推進している。

## 沿革
- 1975年 - 宇都正行により創業。鹿児島にて金属防水工法を販売開始
- 1976年 - 株式会社栄住産業を鹿児島市に設立
- 1979年 - 本社を福岡市に移転
- 2016年 - 国土交通大臣賞受賞
- 2020年 - 第6回ジャパン・レジリエンス・アワード最優秀賞受賞
- 2021年 - ヤマエグループホールディングス株式会社（英: YAMAE GROUP HOLDINGS CO.,LTD.）の子会社となる